# محطة قطار هازل غروف
محطة قطار هازل غروف (بالإنجليزية: Hazel Grove railway station)‏‏ هي محطة قطار  في المملكة المتحدة، تُشغلها قطارات إيست ميدلاند. افتُتحت هذه المحطة في 1857، ويبلغ عدد مسارات أرصفتها 2.